# Gullspångsälven
Gullspångsälven este o arie protejată (arie specială de conservare — SAC, sit de importanță comunitară — SCI, arie de protecție specială avifaunistică — SPA) din Suedia întinsă pe o suprafață de 174,4 ha, integral pe uscat.

## Localizare
Centrul sitului Gullspångsälven este situat la coordonatele 59°00′54″N 14°05′04″E / 59.0151°N 14.0844°E.

## Înființare
Situl Gullspångsälven a fost declarat arie de protecție specială avifaunistică în august 2012 pentru a proteja 7 specii de animale. Alte tipuri de protecție:
- sit de importanță comunitară (în iulie 2000)
- arie specială de conservare (în martie 2011)[3][5][6]

## Biodiversitate
Situată în ecoregiunea boreală, aria protejată conține 3 habitate naturale: Lacuri eutrofice naturale cu vegetație de tip Magnopotamion sau Hydrocharition, Râuri naturale fino-scandinave, Păduri aluvionare cu Alnus glutinosa și Fraxinus excelsior (Alno-Padion, Alnion incanae, Salicion albae).
La baza desemnării sitului se află mai multe specii protejate:
- păsări (5): buhai de baltă (Botaurus stellaris), erete de stuf (Circus aeruginosus), cufundar polar (Gavia arctica), vultur pescar (Pandion haliaetus), chiră de baltă (Sterna hirundo)
- pești (2): zglăvoacă (Cottus gobio), somonul (Salmo salar)